# Robin Lane Fox
Robin James Lane Fox, född 5 oktober 1946, är en brittisk historiker. 
Lane Fox studerade vid Eton College och Magdalen College, Oxford. Sedan 1977 har han undervisat i grekisk och romersk historia och sedan 1990 docent i antikens historia. Han har även undervisat i grekisk och latinsk litteratur och tidig islamsk historia. Han är docent i antikens historia vid Exeter College, Oxford. 
Han var historisk rådgivare till filmregissören Oliver Stone vid inspelningen av filmen Alexander. 
Lane Fox är också trädgårdskorrespondent för Financial Times.
Han är far till internetentreprenören Martha Lane Fox, grundare av Lastminute.com.